# Raquel J. Palacio

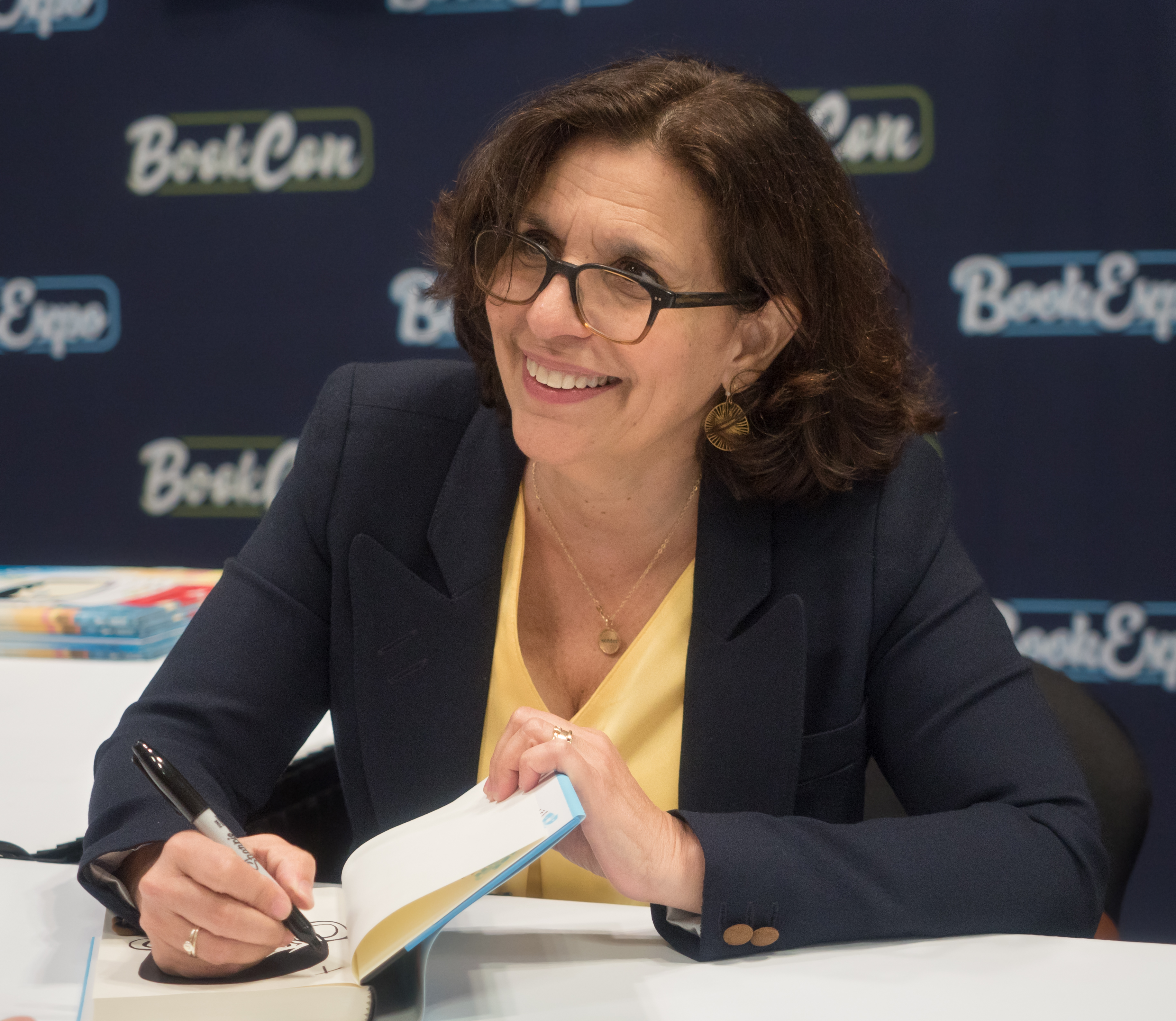
Raquel J. Palacio (2019)

Raquel J. Palacio ist das Pseudonym der US-amerikanischen Verlegerin, Schriftstellerin und Buchumschlaggestalterin Raquel Jaramillo (geboren am 13. Juli 1963 in New York City).

## Leben und Familie
Raquel Jaramillos Eltern sind Immigranten aus Kolumbien. Jaramillo arbeitete mehrere Jahre als Art-Direktorin, Fotoillustratorin und Buchcover-Designerin, letzteres über zwanzig Jahre lang. Bis 2012 veröffentlichte sie ihre Bücher unter ihrem tatsächlichen Namen, Raquel Jaramillo. In ihren Büchern Dream, Baby, Dream (1998), Ride, Baby, Ride (1998) und Last Summer – A Little Book for Dads (2004) arbeitet sie vor allem mit Fotografien, zurückhaltend unterlegt mit Text. Neben diesen drei Büchern illustrierte sie auch die Bücher anderer Autoren: The Notebooks of Frank Herbert’s Dune (1998) von Frank Herbert, Peter Pan – The Original Tale of Neverland, Complete and Unabridged (2000) von J. M. Barrie, The Nights Before Christmas (2001) von Clement Clarke Moore und The Handiest Things In the World (2010) von Andrew Clements.
Palacio ist seit 2006 beim New Yorker Verlag Workman. Bis Oktober 2013 war sie dort Director of Children’s Publishing und ab Februar 2014 ist sie als Editor-at-large ebenfalls bei Workman tätig. Wie Workman mitteilte, begründete Palacio den Berufswechsel damit, mehr Zeit für das Schreiben haben zu wollen.
2013 war sie Jurymitglied der Auszeichnung Das außergewöhnliche Buch des Kinder- und Jugendprogramms des Internationalen Literaturfestivals Berlin.
Palacio lebt mit ihrem Ehemann Russell und ihren zwei Söhnen Caleb und Joseph in Brooklyn, New York.

## DebütromanWunder
Palacio ist Autorin des Romans Wonder (2012, dt. Wunder, 2013). Wonder stand von Dezember 2012 bis August 2013 auf der wöchentlichen Bestseller-Liste der New York Times. Das Buch wurde von der internationalen wie deutschsprachigen Presse unter anderem als „rich and memorable“ (New York Times), „fulminantes Debüt“ (Süddeutsche Zeitung), „ein Wunder von einem Roman“ (Die Zeit)  und „literarisches Ereignis“ (Deutschlandradio Kultur) bezeichnet. Außerdem ist er mit dem Spiegel-Bestseller-Preis ausgezeichnet (Spiegel). Mit That was the River dt. Das war der Fluss  ist 2015 der zweite Roman von Palacio erschienen.
Wunder ist ihr erstes Buch, das sie unter ihrem Pseudonym veröffentlichte. Die Idee zu dem Buch kam ihr 2007 aufgrund eines realen Erlebnisses. Zusammen mit ihren Kindern begegnete sie bei einem Ausflug außerhalb von New York einem Mädchen mit Gesichtsanomalien und sah sich und ihre beiden Kinder mit der eigenen Hilflosigkeit konfrontiert, wie man in so einer Situation angemessen zu reagieren habe. Auf der Rückfahrt nach New York lief im Radio der Song Wonder von Natalie Merchant, der Raquel J. Palacio zu dem Titel des Buches inspirierte. In den Vereinigten Staaten erntete Wonder ein beeindruckendes Presseecho. Die Rechte wurden in bislang acht nicht englischsprachige Länder verkauft. In deutscher Übersetzung ist Wonder unter dem Titel Wunder beim Hanser erschienen. Alle anderen Bücher von Raquel J. Palacio bzw. Raquel Jaramillo sind noch nicht in Deutschland verlegt.
Im Zentrum von Wonder steht der zehnjährige August Pullman, der von allen Auggie genannt wird. Auggie hat seit seiner Geburt eine Gesichtsmissbildung und musste 27 Operationen über sich ergehen lassen. Sein ganzes Leben lang wurde er von seiner Mutter zuhause unterrichtet. Mit zehn Jahren geht er erstmals in die Schule, in die fünfte Klasse. R. J. Palacio hat sich mit Wonder eines für ein Kinderbuch sehr schwierigen Themas angenommen. Literarisch interessant ist, dass sich die erzählende Person des Buches von Abschnitt zu Abschnitt ändert. Der erste Teil wird von Auggie selbst erzählt, der zweite Teil von Auggies 15-jähriger Schwester Olivia, der dritte Teil von Auggies Klassenkameradin Summer Dawson, der vierte Teil von Auggies Klassenkamerad Jack Will, der fünfte Teil von Olivias festem Freund Justin, der sechste Teil von August, der siebte Teil von Olivias Klassenkameradin Miranda und der achte und letzte Teil von Auggie. Handlungszeitraum ist vor allem das fünfte Schuljahr und die Ereignisse in diesem Zeitraum.
Die Erstauflage von Wonder betrug im Februar 2012 gerade einmal 22.500 Exemplare. Bis heute wurden mehr als eine Million Exemplare des Buches verkauft. Inzwischen liegt Wonder neben dem Englischen in sieben weiteren Sprachen vor (Chinesisch, Deutsch, Französisch, Katalanisch, Koreanisch, Niederländisch, Spanisch). Die Rechte wurden in 36 Länder verkauft. Wunder war auf der Shortlist der Carnegie Medal 2013 und wurde mit dem Luchs des Monats im Mai 2013 ausgezeichnet.
Im Oktober 2013 vermeldete Random House, dass sich der Roman in Nordamerika eine Million Mal in gedruckter und digitaler Form seit Erscheinen im Februar 2012 verkauft hat.
2017 wurde die Verfilmung Wunder, inszeniert von Stephen Chbosky, veröffentlicht. In tragenden Rolle sind Julia Roberts, Jacob Tremblay und Owen Wilson zu sehen.

## RomanWhite Bird
Das 2019 erschienene Werk nimmt teilweise Bezug auf den Roman Wonder und erschien 2023 in deutscher Übersetzung. Der gleichnamige Film White Bird (Regie: Marc Forster) kam im April 2024 in die deutschen Kinos.

## Presseschau

### Wonder(2012) /Wunder(2013)
“Stories about unusual children who long to fit in can be particularly wrenching. At their core lurks a kind of loneliness that stirs primal fears of abandonment and isolation. But Palacio gives Auggie a counterweight to his problems: He has the kind of warm and loving family many ‘normal’ children lack. Among their – and the book’s – many strengths, the Pullmans share the, um, earthy sense of humor that all kids love. […] It’s somehow weirdly satisfying to see what happens when something actually alarming enters this zone of needless anxiety. Palacio carves a wise and refreshing path, suggesting that while even a kid like August has to be set free to experience the struggles of life, the right type of closeness between parents and children is a transformative force for good.”

“It won’t do to give away too much of the plot but Wonder builds to a sweeping, uplifting finale. The book undoubtedly, and skilfully, manipulates the emotions of readers […] but it will delight children and adults because it’s a terrific story and Palacio is exploring some fundamental truths about how humans behave. And how they should behave.”

“It is curious how the gravity of serious subjects can be best expressed through humour. Comedy humanises: the light touch gives weight. It’s a tactic RJ Palacio has used to great effect in her remarkable story of a year in the life of 10-year-old August Pullman, a boy without a ‘normal’ face. […] Palacio has a great ear for dialogue, a sharp eye for detail and an instinctive sense of comedy. All this makes her an expert chronicler of ordinariness – and this, paradoxically, is what makes her story of an extraordinary boy so wonderful. […] Wonder certainly delivers what it promises – an emotional roller-coaster ride in which tears, laughter and triumphant fist-pumping are mandatory. But it is better than that. In its assured simplicity and boldness (reminiscent – it seemed to me – of To Kill a Mockingbird), it also has the power to move hearts and change minds.”

“There is a message running through the book, most clearly voiced by an inspirational teacher, that if we were all a little kinder to one another the benefit would be incalculable. To finish it with a firm resolve to be a better person – well, you can’t ask much more of any book than that.”

“Told using multiple voices, this debut novel is beautifully written with the chorus of characters around Auggie helping to reveal him to the reader. With a sly and insidious bully on the periphery, Auggie’s strong and stoic voice sings out. This hugely moving story is full of empathy and kindness without ever feeling anything other than authentic.”

„Palacio komponiert meistlich menschliche Reaktionen, von herzensgut bis fies und bedrohlich. Benutzt dabei einen genialen Mix aus Familiensaga und Selbstironie, New Yorker Leben und kindlichen Marotten, um Auggie nicht nur wachsen, sondern über sich hinauswachsen zu lassen - und seine Umgebung mit. Die allmähliche Wandlung der Mitschüler, aber auch abgrundtiefe Liebe und Situationskomik, Alltagstragödien und Verluste, Ungerechtigkeiten, Hilflosigkeit und dann wieder grenzenlose Sympathien lassen den Leser weinen und lachen und wie durch ein Wunder gestärkt aus diesem Buch herausgehen. Denn die menschliche Größe des kleinen Auggie berührt Generationen.“

„Ein unglaublich zu Herzen gehendes, großartig geschriebenes Buch, das ganz ohne pädagogischen Zeigefinger die Augen öffnet dafür, was Anderssein eigentlich bedeutet.“

„Kinder- und Jugendbücher erzählen immer öfter von Tabuthemen, von Krankheit und Tod zum Beispiel. Sie sparen auch drastische Details nicht aus. Raquel J. Palacios Wunder ist ein literarisches Ereignis, ähnlich wie Sally Nicholls’ Wie man unsterblich wird. Weil es ein Kind in einer absoluten Ausnahmesituation schildert, die unabänderbar ist, aber auch viele Kräfte freisetzt - in August, seinen Eltern, seinen Freunden und auch in seinen Lesern. Wunder macht Mut und Hoffnung auf einen freundlicheren Umgang mit Außenseitern jeder Art.“

„Was die Autorin Raquel J. Palacio […] hier aufbaut, lässt sich mit dem naturwissenschaftlichen Begriff der Versuchsanordnung beschreiben: Was bewirkt ein Fremdkörper in einem funktionierenden System? Wie reagieren Kinder auf einen so andersartigen Mitschüler? Kinder können grausam sein, das weiß man. So bringt Palacio ihre Figuren zu einer Grenzerfahrung. Und den Leser auch.“

„Äußerlich ist Raquel J. Palacios Debüt ein Buch für Kinder, doch hinter der Handlung baut sich das eigentliche Thema auf: vom Mut, anders zu sein, und der Sehnsucht dazuzugehören. Wirkungsvoll wechselt Palacio zwischen verschiedenen Blickwinkeln und regt so zum Nachdenken über die facettenreichen Figuren und deren Beziehung zu August an.“

„Überzeugend erzählt Palacio aus der Sicht und in der Sprache der Kinder und Jugendlichen. […] Wochenlang stand Wunder auf der Kinderbuch-Bestseller-Liste der New York Times, ein Buch, das man in einem Zug lesen will und das selbst Kritikern (auch der LUCHS-Jury) Tränen in die Augen treibt. Was für ein Erfolg für ein Debüt! […] Wunderbar ist es, wenn Literatur Dinge in uns anstößt und uns dazu bringt, unser Verhalten zu überdenken oder gar zu ändern. Wunder gibt viele Anstöße […].“

„Raquel J. Palacio ist ein Geschenk des Himmels und ihr Debütroman Wunder eine Komposition der Emotionen, die dem Leser das Herz zu brechen drohen. Es gibt keinen Zweifel: Dieses Buch ist ein Geniestreich, das von ganz viel Gefühl, aber auch feinsinnigem Humor zeugt - eben ein Meisterwerk der ganz hohen Schreibkunst und ein wunderbares Erlebnis für alle Sinne. Die US-Amerikanerin ist ein Glücksfall für die Kinderliteratur!“

„Das ist einfach und wahrhaftig und mit großer Meisterschaft erzählt. Ein Wunder von einem Buch.“

### Wonder(2012) /Wunder(2013) – Hörbuch
„Die Regie hat ein berührendes Hörbuch geschaffen, das mit seiner leisen Vielstimmigkeit der Vorlage mehr als gerecht wird.“

## Bibliografie
| Englischsprachige Originalausgabe | Deutschsprachige Erstausgabe | Anmerkungen                                                                                    |
| --- | --- | ---------------------------------------------------------------------------------------------- |
| 1988: The Notebooks of Frank Herbert’s Dune, Text: Frank Herbert, Illustration/Fotografien: Raquel Jaramillo, Verlag: Perigee Trade (New York), ISBN 978-0-399-51466-1                                 | | nicht übersetzt                                                                                |
| 1998: Dream, Baby, Dream, Text: Raquel Jaramillo, Illustration/Fotografien: Raquel Jaramillo, Verlag: Little Simon (New York), ISBN 978-0-689-82028-1                                                  | | Bilderbuch nicht übersetzt                                                                     |
| 1998: Ride, Baby, Ride, Text: Raquel Jaramillo, Illustration/Fotografien: Raquel Jaramillo, Verlag: Little Simon (New York), ISBN 978-0-689-82027-4                                                    | | Bilderbuch nicht übersetzt                                                                     |
| 2000: Peter Pan – The Original Tale of Neverland, Complete and Unabridged, Text: J. M. Barrie, Illustration/Fotografien: Raquel Jaramillo, Verlag: Simon & Schuster (New York), ISBN 978-0-7432-1449-0 | | nicht übersetzt                                                                                |
| 2001: The Nights Before Christmas, Text: Clement Clarke Moore, Illustration/Fotografien: Raquel Jaramillo, Verlag: Atheneum / Anne Schwartz (New York), ISBN 978-0-689-84053-1                         | | nicht übersetzt                                                                                |
| 2004: Last Summer – A Little Book for Dads, Text: Raquel Jaramillo, Illustration/Fotografie: Raquel Jaramillo, Verlag: Andrews McMeel (Philadelphia), ISBN 978-0-7407-4186-9                           | | Bilderbuch nicht übersetzt                                                                     |
| 2010: The Handiest Things In the World, Text: Andrew Clements, Illustration/Fotografien: Raquel Jaramillo, Verlag: Atheneum (New York), ISBN 978-1-4169-6166-6                                         | | nicht übersetzt                                                                                |
| 2012: Wonder, Text: Raquel J. Palacio, Verlag: Alfred A. Knopf (New York), ISBN 978-0-375-86902-0 | 2013: Wunder, Hanser (München), ISBN 978-3-446-24175-6, Übersetzung: André Mumot                                                                 | Roman in Großbritannien erschien Wonder in einer Ausgabe für Kinder sowie einer für Erwachsene |
| 2015: Auggie & me : three Wonder stories, New York : Alfred A. Knopf, 2015, ISBN 978-1-101-93485-2 | 2017: Wunder. Julian, Christopher und Charlotte erzählen, Carl Hanser, München, ISBN 978-3-446-25528-9, Übersetzung: André Mumot                 | Jugendbuch                                                                                     |
| 2017: We're All Wonders | 2017: Wir sind alle ein Wunder, Carl Hanser, München, ISBN 978-3-446-25693-4, Illustration: R.J. Palacia, Übersetzung: André Mumot               | Bilderbuch                                                                                     |
| 2019: White Bird | 2023: White Bird - wie ein Vogel, Carl Hanser, München, ISBN 978-3-446-27604-8, Übersetzung: André Mumot                                         | Jugendbuch                                                                                     |
| 2019: Pony | 2024: Pony : Wenn die Reise deines Lebens lockt, mach dich auf den Weg, Hanser Verlag, München, ISBN 978-3-446-27424-2, Übersetzung: André Mumot | Jugendbuch                                                                                     |

## Nominierungen und Auszeichnungen
| Jahr      | Buch            | Auszeichnung |
| --------- | --------------- | --- |
| 2013      | Wonder / Wunder | Esel des Monats der Zeitschrift eselsohr im März                                                                                            |
| 2013      | Wonder / Wunder | Shortlist der Carnegie Medal |
| 2013      | Wonder / Wunder | Platz 3 auf der Hörbuch-Bestenliste vom Hessischen Rundfunk, Börsenblatt, BuchJournal und Hits für Kids für das Hörbuch von Wunder im April |
| 2013      | Wonder / Wunder | Luchs des Monats im Mai |
| 2013      | Wonder / Wunder | Deutscher Kinderhörbuchpreis BEO in den Kategorien 7-11 Jahre und Kinderjury                                                                |
| März 2014 | Wonder / Wunder | Empfehlungsliste des Katholischen Kinder- und Jugendbuchpreises 2014                                                                        |
| 2014      | Wonder / Wunder | Deutscher Jugendliteraturpreis 2014, Preis der Jugendjury                                                                                   |
| 2025      | Pony            | Deutscher Jugendliteraturpreis 2025, Nominierung in der Kategorie Jugendbuch                                                                |

## Festivalteilnahmen
- 2013: Kinder- und Jugendprogramm des 13. internationalen literaturfestivals berlin im September